# Minecraft Dungeons
Minecraft Dungeons je videohra založená na hře Minecraft, vyvinutá společností Mojang a publikována Xbox Game Studios. Hra vyšla pro Windows, Xbox One, PlayStation 4 a Nintendo Switch 26. května 2020.

## Hratelnost
Na rozdíl od Minecraftu nemá Minecraft Dungeons vyrábění nebo stavění. Místo toho se zaměřuje na žánr dungeon hry, kde hráč prozkoumává náhodně generované dungeony plné náhodně generovaných příšer a zabývá se také pastmi, hádankami a hledáním pokladu. Bude zahrnovat kooperativní multiplayer až pro čtyři hráče.

## Vydání
Minecraft Dungeons vyšlo 26. května 2020. Původně však měla být hra vydána už v dubnu 2020, ale toto datum bylo přesunuto kvůli pandemii covidu-19. Uzavřená beta verze hry trvala měsíc od 25. března do 24. dubna 2020.
Hra je k dispozici ve standardní edici („Standard Edition“) a hrdinské edici („Hero Edition“), která obsahuje stahovatelný obsah balíčků a kosmetických doplňků.

## Gameplay
Minecraft Dungeons začíná v misi Squid Coast, který je myšlen jako tutoriál. Po misi Squid Coast (tutoriál) máme dvě nabídky:
- Normální/běžná cesta – skončí na misi Creeper Woods (Default I – III)
- Alternativní cesta – lze si zahrát Tower (Default I)